# Malva longiflora
Malva longiflora är en malvaväxtart som först beskrevs av Pierre Edmond Boissier och Reut., och fick sitt nu gällande namn av Soldano, Banfi och Galasso. Malva longiflora ingår i Malvasläktet som ingår i familjen malvaväxter. Inga underarter finns listade i Catalogue of Life.